# کرمک
کرمک (Pinworm)، کرم اکسیور، کرم سنجاقی (در ایالات متحده) یا کرم نشیمن‌گاهی، نام کرمی لوله‌ای است که انگل روده‌ای انسان به ویژه کودکان به حساب می‌آید. این کرم می‌تواند باعث عارضه انتروبیازیز یا عفونت کرم سنجاقی شود. کرمک از نظر طبقه‌بندی، در خانواده اکسیوریده قرار می‌گیرد.

## طبقه‌بندی
کرم سنجاقی یک کرم لوله‌ای به حساب می‌آید. همچنین سه گونه دیگر از کرمک نیز با قطعیت شناخته شده‌است.

## اپیدمیولوژی
کرمک در هر سنی دیده می‌شود. به دلیل رفتارها، ارتباطات، و چرخه زندگی کرم بیشتر در سنین پیش‌دبستانی و دبستانی شایع‌تر است. کرمک شایع‌ترین عفونت انگلی در انسان است. در نواحی سردسیر بین سفیدپوستان و تا سن ۲ سالگی شایع می‌باشد. تعداد مبتلایان در جهان ۴۳ میلیون نفر است. این کرم فقط انگل انسان بوده ولی به ندرت ممکن است شامپانزه را نیز آلوده کند. موارد ابتلا در زنان بیش از مردان گزارش شده‌است.

## مورفولوژی
کرمی استوانه‌ای شکل، شفاف به شکل نخ، اندازه کرم نر ۲ تا ۵ میلی‌متر و کرم ماده ۸ تا ۱۳ میلی‌متر است. انتهای رأسی کوتیکول پهن شده و یک جفت بال رأسی ایجاد می‌کند. در جلوی دهان ۳ لب کوچک قابل انقباض است که در موقع انقباض وارد حفره دهانی بسیار کوچک می‌شود.

## پراکندگی
کرم سنجاقی انتشار جهانی دارد، و از شایع‌ترین کرم‌های انگلی به حساب می‌آید که عفونت آن در ایالات متحده و اروپای غربی بسیار شایع است.

## چرخه زندگی

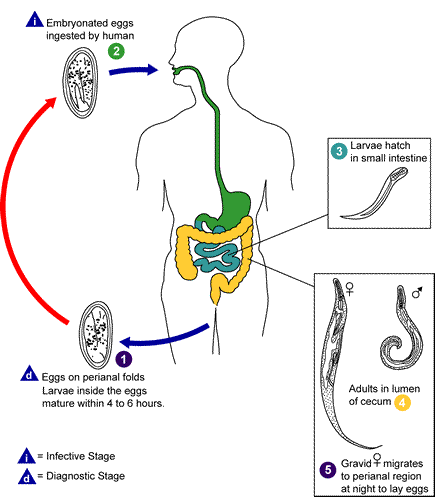
چرخه زندگی کرمک.

این کرم در سکوم و آپاندیس و قسمت‌های تحتانی روده باریک زندگی می‌کند. پس از جفتگیری، کرم نر از بین می‌رود. کرم ماده جهت تخم‌ریزی به سمت مخرج حرکت می‌کند و اغلب در شب از مخرج خارج شده و در ناحیه جلدی نشیمن‌گاهی تخم‌ریزی می‌کند. اطراف تخم‌ها ماده ای ژلاتینی وجود دارد که کارش تضمین رطوبت تخم‌ها است، ولی این ماده برای انسان حساسیت زا بوده و باعث خارش می‌شود که به دلیل تخم‌ریزی شبانگاهی کرم ماده معمولاً این خارش شب‌ها بیشتر است. در رحم کرم ماده حدود ۱۲ هزار تخم وجود دارد. کرم‌های ماده پس از تخم‌ریزی و کرم‌های نر پس از جفت‌گیری از بین می‌روند. تخم‌ها در موقع خروج حاوی لارو هستند و پس از حدود ۶ ساعت خاصیت آلوده‌کنندگی پیدا می‌کنند.
تخم‌ها از راه دهان به وسیله آب، مواد غذایی، گرد و خاک و دست‌های آلوده وارد بدن می‌شوند. در ابتدای روده باریک لاروها آزاد شده و مسیر خود را به طرف سکوم ادامه می‌دهند. پس از رسدن به سکوم به کرم بالغ تبدیل می‌شوند ولی به عنوان مخزن بیماری محسوب می‌شوند.

## انتقال
انتشار کرمک از طریق انسان به انسان به صورت بلع تخم‌ها یا الحاق مقعدی صورت می‌گیرد. عفونت کرمک بسیار مسری است. شما با بلعیدن ناخواسته تخم‌های کرمک که در سطوح و لوازم فرد عفونی وجود دارد، دچار عفونت کرمک می‌شوید. چرخه عفونت، با بلع این تخم‌های میکروسکوپی شروع می‌گردد. همین که تخم‌ها وارد بدن شما می‌شوند در روده باقی می‌مانند تا از تخم بیرون آمده و بالغ شوند. وقتی بالغ شدند، کرمکهای ماده به سمت پایین روده حرکت کرده و به روده بزرگ می‌روند و از طریق مقعد از بدن خارج می‌شوند. کرمکهای ماده در چین‌ها و لایه‌های پوست اطراف مقعد تخم می‌گذارند. وجود این تخم‌ها اغلب موجب خارش و تحریک در آن ناحیه می‌شود. وقتی فرد ناحیه مقعد که خارش دارد را می‌خاراند، تخم‌های کرمک به انگشتان او منتقل می‌شوند. تخم‌ها چند ساعت در دستان شما می‌توانند زنده بمانند. اگر این فرد رختخواب، لباس‌ها، صندلی توالت فرنگی، اسباب‌بازی یا اشیاء دیگر در خانه را لمس کند، تخم‌ها به این سطوح منتقل می‌شوند. تخم‌های کرمک در این سطوح آلوده تا سه هفته می‌توانند زنده بمانند. انتقال تخم‌های کرمک در بین کودکان راحت‌تر اتفاق می‌افتد چون ممکن است اسباب‌بازی‌ها یا اشیاء دیگر دربردارنده تخم را در دهان خود بگذارند. این تخم‌ها از انگشت‌های آلوده ممکن است به غذا یا مایعات نیز منتقل شوند. همین که آن‌ها را می‌خورید، تخم‌ها در روده شما شروع به گسترش می‌کنند. این امکان وجود دارد که در بزرگسالان هنگامی که رختخواب یا لباس‌ها تکان داده می‌شوند تخم‌ها از طریق هوا در هنگام تنفس وارد بدن شوند اما این اتفاق متداول نیست.

## پیشگیری از ابتلا به انگلها
بهترین وسیله برای مبارزه با بیماری‌های انگلی و پیشگیری از مبتلا شدن با آن‌ها دقت در رعایت بهداشت فردی، بهداشت محیط و مواد غذائی همراه با درمان افراد مبتلا است؛ بنابراین عمل کردن به موارد زیر به پیشگیری از مبتلا شدن به بیماری‌های انگلی کمک زیادی خواهند نمود:
1. دقت کافی در پخت کامل گوشت گاو
2. شستشوی مکرر دست‌ها با آب و صابون به خصوص قبل از غذا خوردن و بعد از مستراح
3. کوتاه نگهداشتن ناخنها
4. جوشاندن آب آشامیدنی در جاهایی که آب لوله‌کشی وجود ندارد.
5. جوشانیدن ظروف و البسه در خانواده‌ای که فرد مبتلایی در آن باشد، برای از بین بردن تخم انگلها
6. جلوگیری از بازی کودکان با خاک آلوده و همچنین وادار ساختن کودکان به شستن دست‌ها با آب و صابون بعد از هر بازی
7. خودداری از خوردن آب آلوده
8. نخوردن سبزی خام در نقاط آلوده
9. خودداری از اجابت مزاج در خارج از مستراح
10. استفاده نکردن از کود مستراحی تازه در جالیزارها و مزارع سبزیکاری و صیفی‌کاری و باغهای میوه
11. مراجعه به پزشک و دقت در مداوای صحیح مبتلایان
12. درمان همزمان تمامی افراد خانواده‌ای که فردی از آن مبتلا به انگل است و همچنین جوشاندن لباسهای زیر و ملافه‌ای رختخواب در روزهای درمان
13. شستشوی کامل سبزیجات و میوه‌جات خام و ضدعفونی کردن آن‌ها قبل از مصرف بخصوص اگر از مزارع با کود حیوانی حاصل شده باشد.[۱۳]

## نقش سگ و گربه در انتقال به انسان
کرم‌های لوله‌ای شایع‌ترین انگل‌های داخلی در گربه‌ها هستند. این کرم‌ها که شبیه به ماکارونی هستند تا ۱۰ سانتی‌متر رشد می‌کنند. بچه گربه‌ها می‌توانند از طریق شیر مادر آلوده شوند. در حالی که گربه‌های مسن‌تر با خوردن جوندگان آلوده به کرم لوله‌ای آلوده می‌شوند. این کرم سالانه از طریق گربه‌ها، ۱۰ هزار کودک را مبتلا می‌کند. بدترین حالت که ممکن است توسط این انگل به انسان وارد شود نابینا شدن انسان است.

## نگارخانه

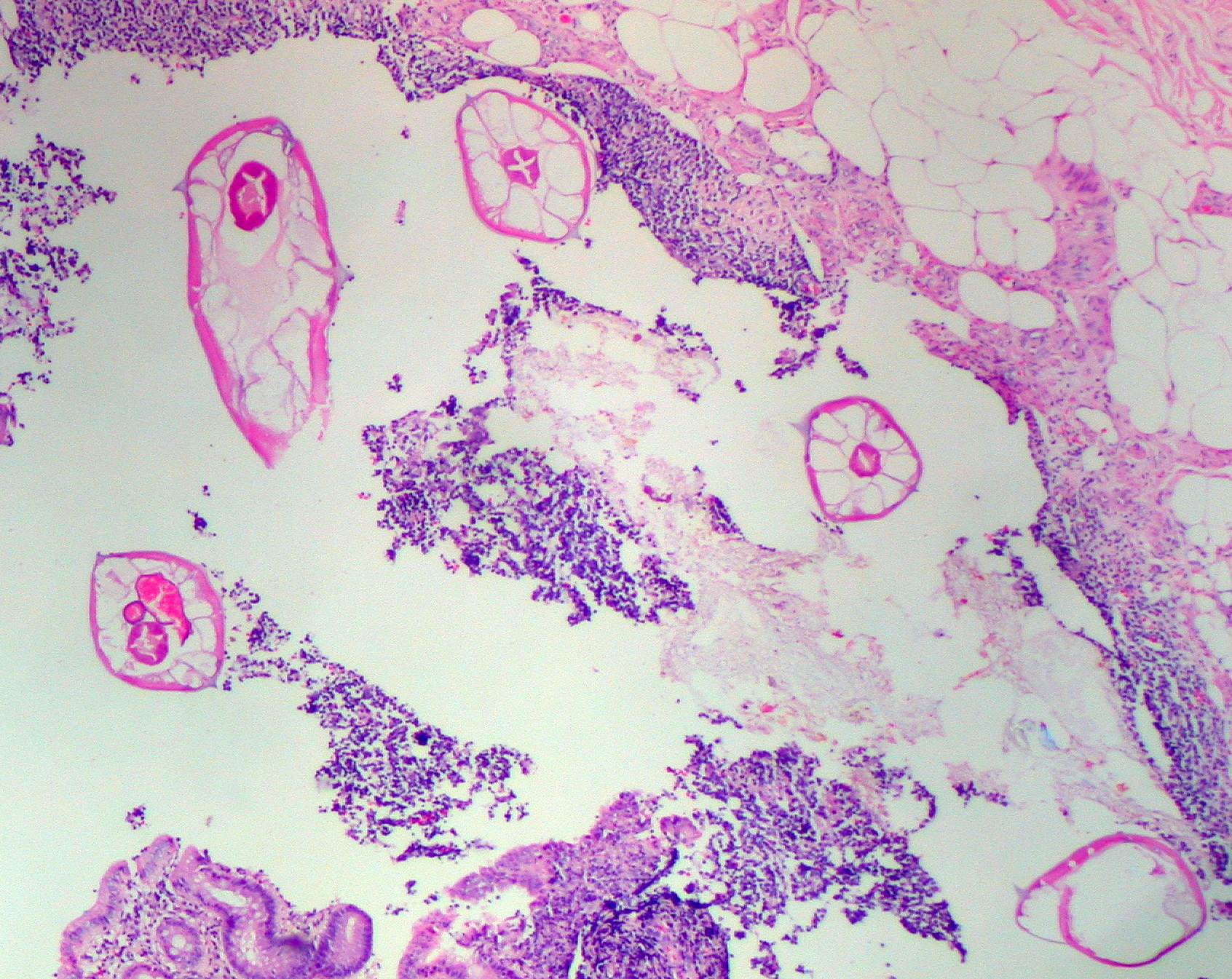
کرمک گاهی در آسیب‌شناسی تشخیص داده می‌شود. ریزنگار کرمک در آپاندیس با رنگ‌آمیزی H&E.
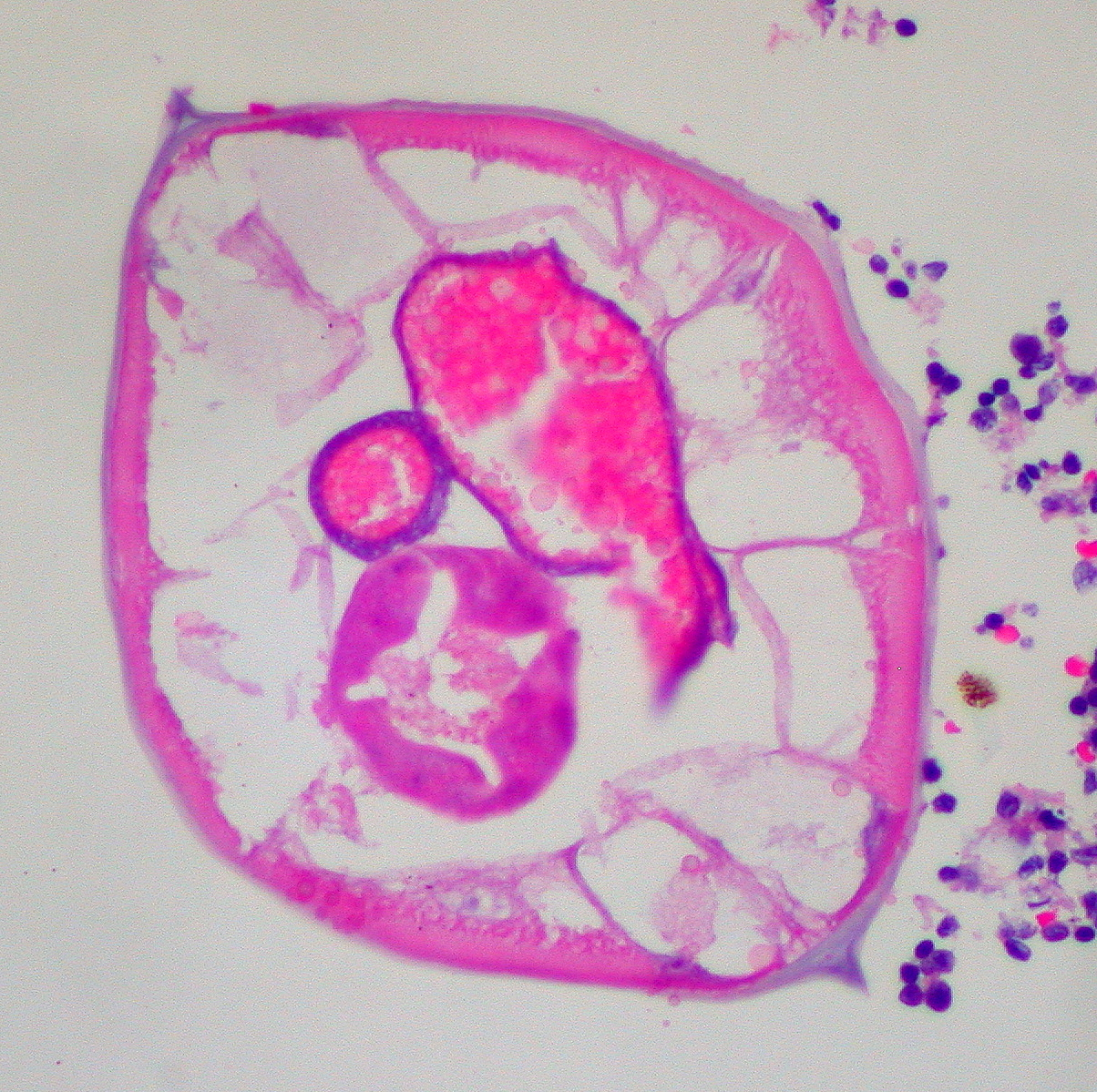
درشت‌نمایی از ریزنگار کرمک در سطح مقطع آپاندیس با رنگ‌آمیزی H&E.
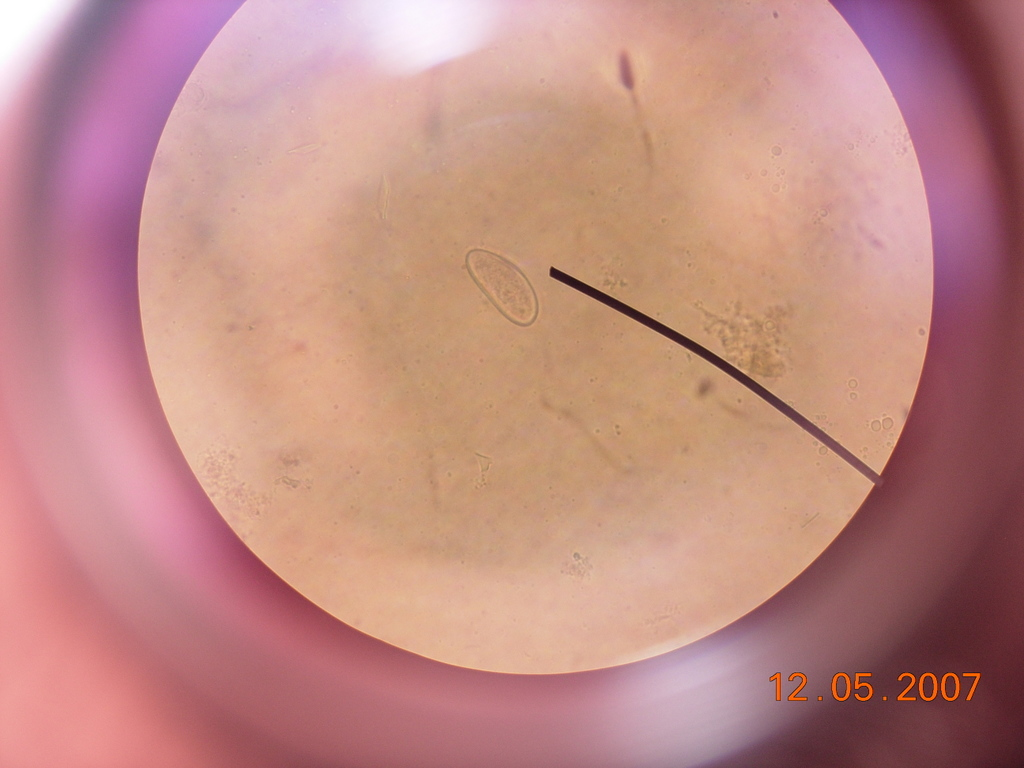
تخم کرم سنجاقی در زیر میکروسکوپ نوری.
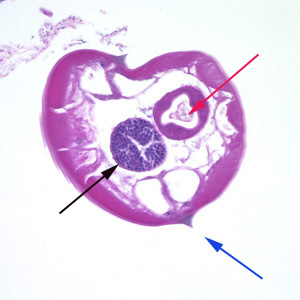
تشخیص کرمک از طریقآسیب‌شناسی. مقطع عرضی کرم نر با رنگ‌آمیزی H&E . آله(Alae) فلش آبی، روده (فلش قرمز)، بیضه(فلش سیاه) .
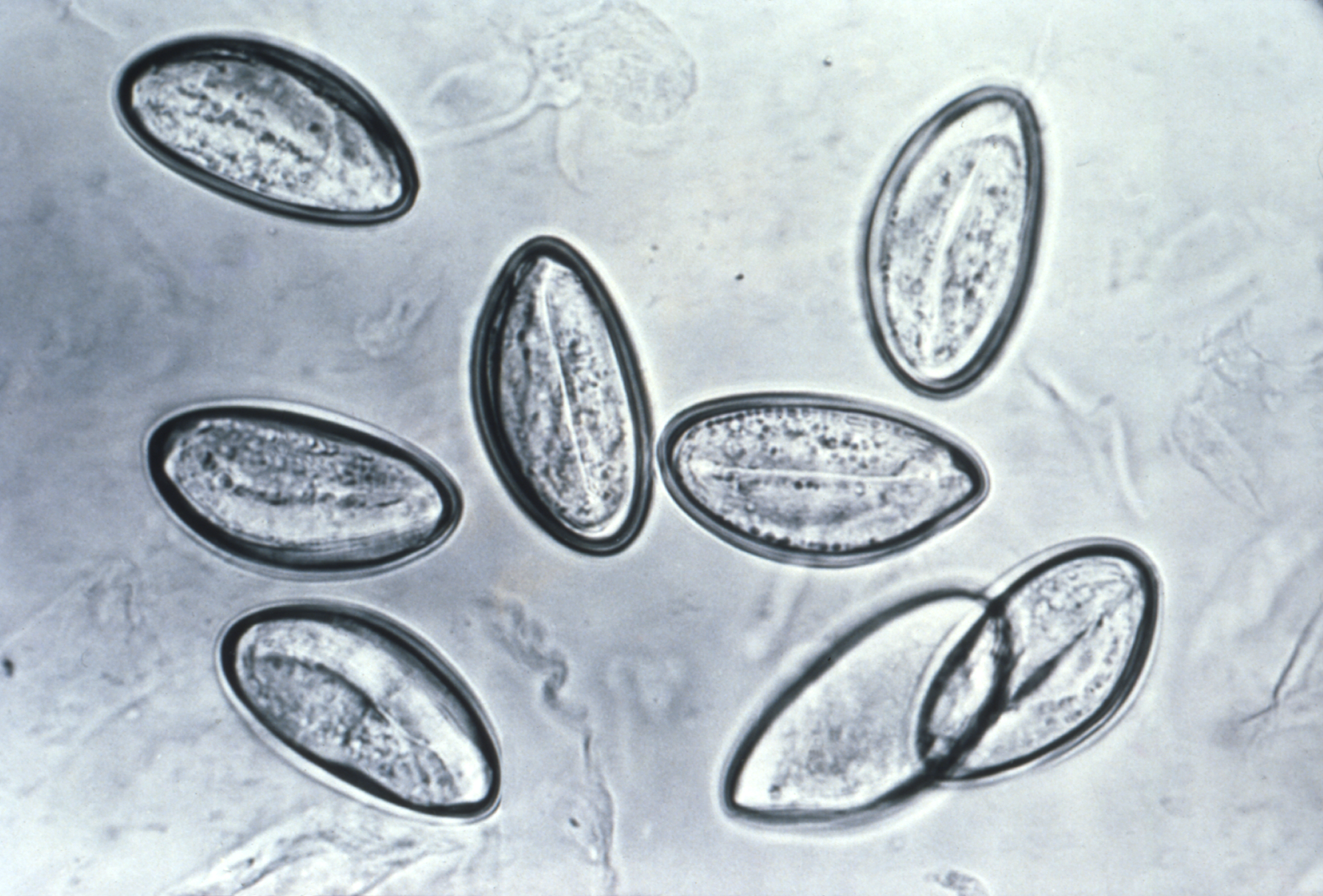
تخم‌های کرم سنجاقی به راحتی در زیر میکروسکوپ مشاهده می‌شود.
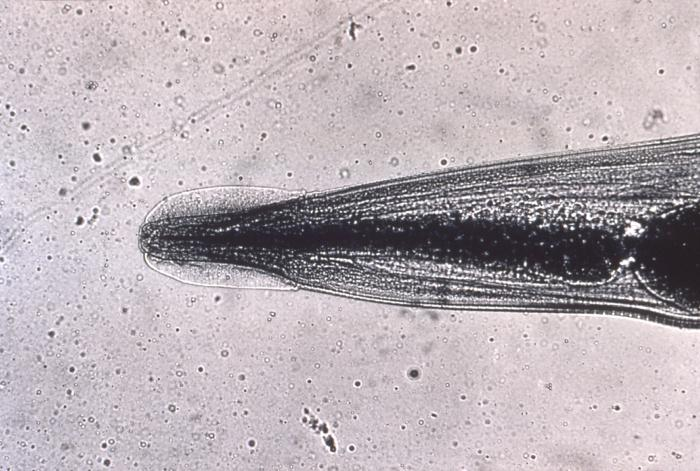
ریزنگار راسی از سر کرمک.